# Англійська громадянська війна
Англі́йська громадя́нська війна́ (англ. English Civil War; відома також як Англі́йська револю́ція XVII столі́ття; у радянській історіографії Англійська буржуазна революція) — процес переходу Королівства Англія від абсолютної монархії до конституційної, за якої владу короля обмежено владою парламенту, а також гарантовано цивільні свободи.
Революція набула форми конфлікту виконавчої і законодавчої влад (король Карл І і роялісти (кавалери) проти парламенту під керівництвом Олівера Кромвеля), що вилився у громадянську війну, а також форму релігійної війни між англіканами і пуританами. У Англійській революції був присутнім, хоча грав і другорядну роль, також елемент національної боротьби (між англійцями, шотландцями та ірландцями).
Приводом до війни були неконституційні акти короля, а причиною — боротьба за владу між королем і парламентом. Воєнні дії почалися серією поразок роялістів, що завершилися полоном Карла 1647 року та його стратою 1649 року. Війна продовжувалася до останнього розгрому роялістських військ під Вустером 1651 року. Кромвель правив до своєї смерті 1658 року. Закінчилася парламентським заколотом («Славна революція»), що привів на англійський престол штатгальтера Нідерландів Вільгельма Оранського.

## Причини та передумови
Економічний розвиток на початку XVII століття призвів до загострення суперечностей між буржуазією і новим дворянством, з одного боку, і монархією та феодальним дворянством — з другого. Стрімко змінювались економічні відносини, буржуазія та нове дворянство, що стали на капіталістичний шлях виробництва, збільшували власне майнове положення, відігравали дедалі більшу роль у суспільному житті, але не мали тих прав, що великі землевласники та король, які стримували подальший розвиток економіки й збагачення перших. Конфлікт постійно наростав.
Особливо гострого характеру ці суперечності набули при Стюартах — Якові І (1603—1625) і Карлі І (1625—1649). Незадоволення феодально-абсолютистськими порядками проявилось у русі пуритан і парламентській опозиції. 1629 року король Карл І, незадоволений парламентською опозицією, розпустив його і 11 років правив країною як самодержець. Для фінансування будівництва корабля «Sovereign of the Seas» було введено новий податок (англ. Ship Money), що тільки посилило невдоволення королем. 3 листопада 1640 року, потребуючи грошей для провадження війни проти Шотландії, король скликав так званий Довгий парламент (англ. Long Parliament; 1640—1653), що дуже швидко став органом революції. Парламент змусив короля усунути від влади найактивніших прихильників абсолютизму, ліквідував надзвичайні церковні та королівські суди, скасував окремі неузгоджені з депутатами податки, відмовився фінансувати придушення заколоту в Ірландії та зобов'язав скликати парламент кожні 3 роки без права його розпуску королем. У серпні 1641 року парламент прийняв «Велику ремонстрацію» — збірку статей, що перераховували злочини корони. Після цього державна влада фактично зосередилася в руках парламенту. У цей час північно-східні землі (Йоркшир, Кембриджшир, Норфолк та Лінкольншир) були охоплені селянськими повстаннями. На півдні (Сессекс, Корнуолл, Девоншир, Сомерсетшир і Дорсет) відбуваються виступи селян проти обгороджування.
Спроби короля розпустити парламент призводять до протистояння прихильників Парламенту (англ. Roundheads — «круглоголових») і прихильників короля («роялістів»). 10 січня 1642 року король покинув Лондон. 4 липня був створений Комітет оборони, що координував військову діяльність парламенту. 6 липня парламент ухвалив рішення про набір 10-тисячної армії, призначивши головнокомандуючим графа Ессекса. На чолі парламентської армії у перші роки війни стояли представники правого крила парламенту, не схильні до повного розриву з королем. Армія мала відносно слабку кавалерію, не було регулярного централізованого постачання військам продовольства й амуніції. У зв'язку з цим армія парламенту в перші роки війни зазнавала поразок.

## Хід революції

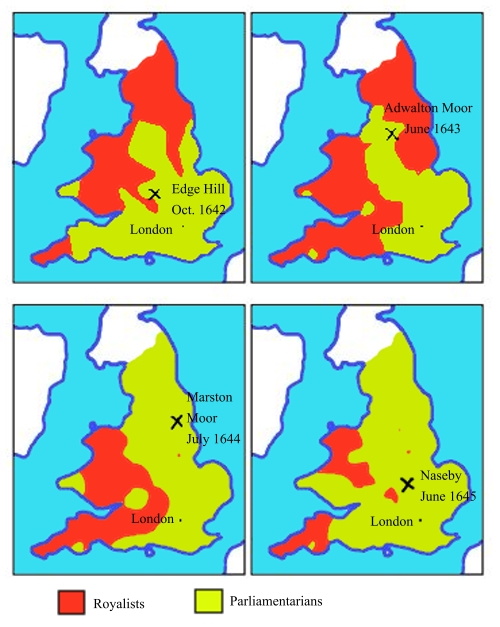
Хід першого етапу громадянської війни. Червоний — роялісти, зелений — республіканці

### Перша громадянська війна (1642—1646)
22 серпня 1642 року Карл І, підтриманий феодальним дворянством і англіканською церквою, став на шлях збройної боротьби проти парламенту. З резиденції «кавалерів» Оксфорда він оголошує початок операції з придушенню заколоту графа Ессекса. Так розпочалася перша громадянська війна.
23 жовтня відбулась перша велика битва під Едж-Гіллом; у листопаді — під Тернхем-Грін. 20 вересня 1643 року відбулася перша битва при Ньюбері. Англійським парламентом було укладено військовий союз із шотландцями, які наступного 1644 року здійснили інтервенцію з півночі. 2 липня 1644 року в битві під Марстон-Муром на півночі Англії «кавалери» зазнали нищівної поразки від військ «ковенантів» під головуванням Александра Леслі, графа Лівена.

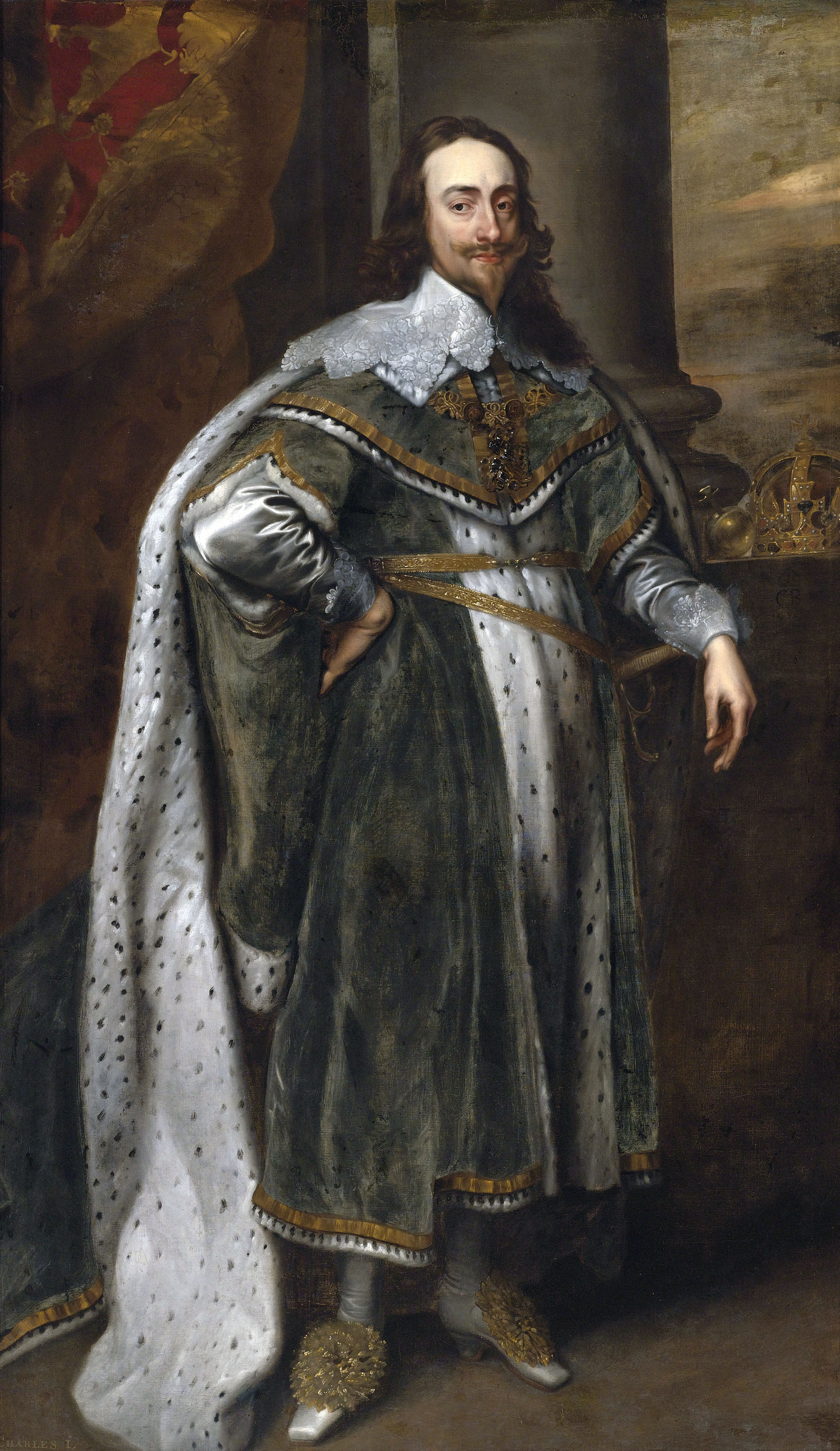
«Карл I Стюарт», Антоніс ван Дейк, 1636 рік
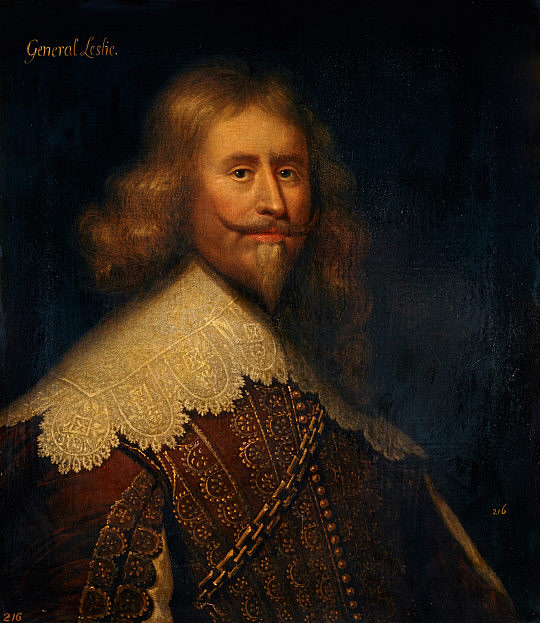
Александр Леслі
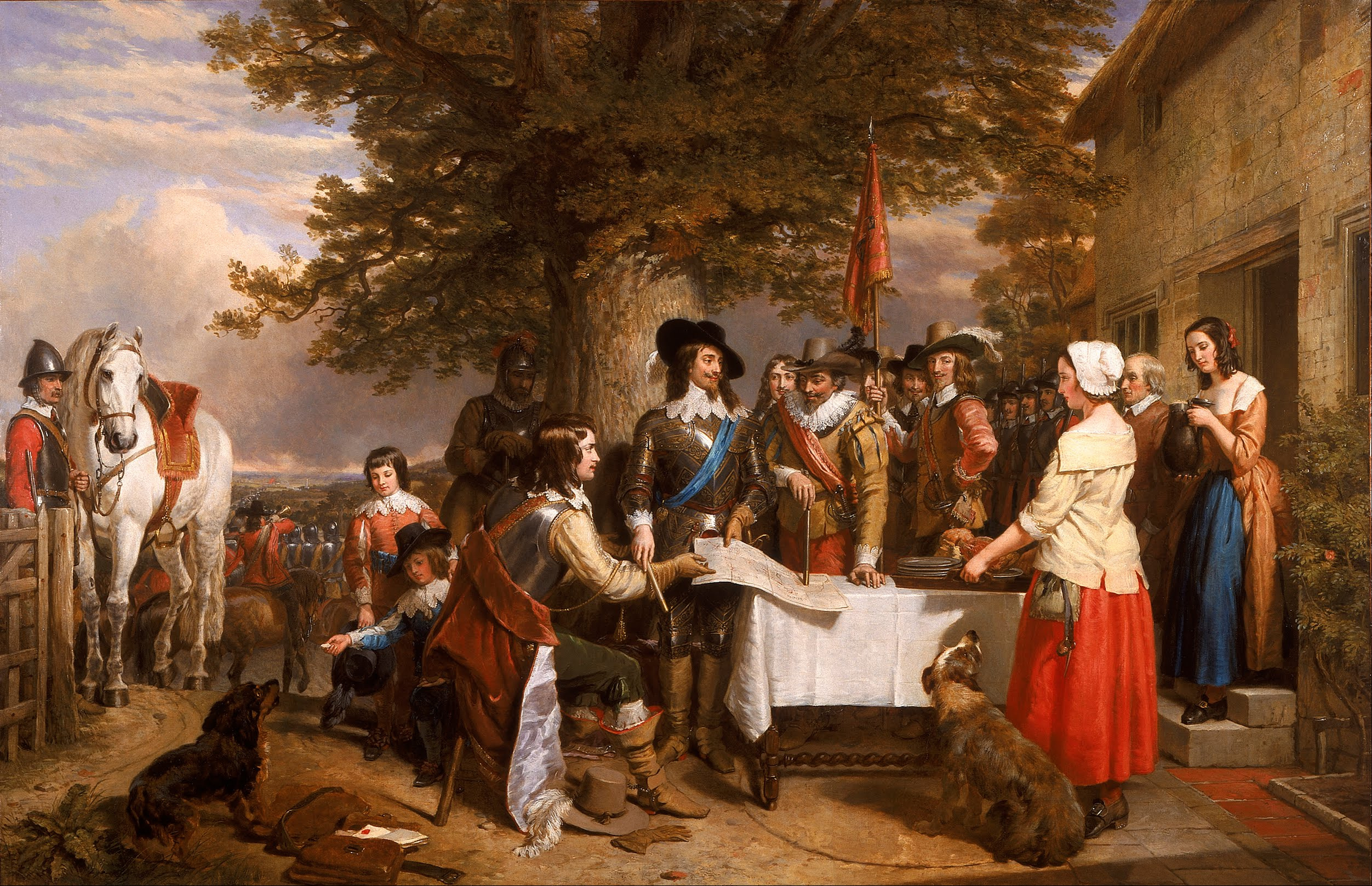
«Напередодні битви при Едж-Гілл», Карл Ландсір, 1845 рік
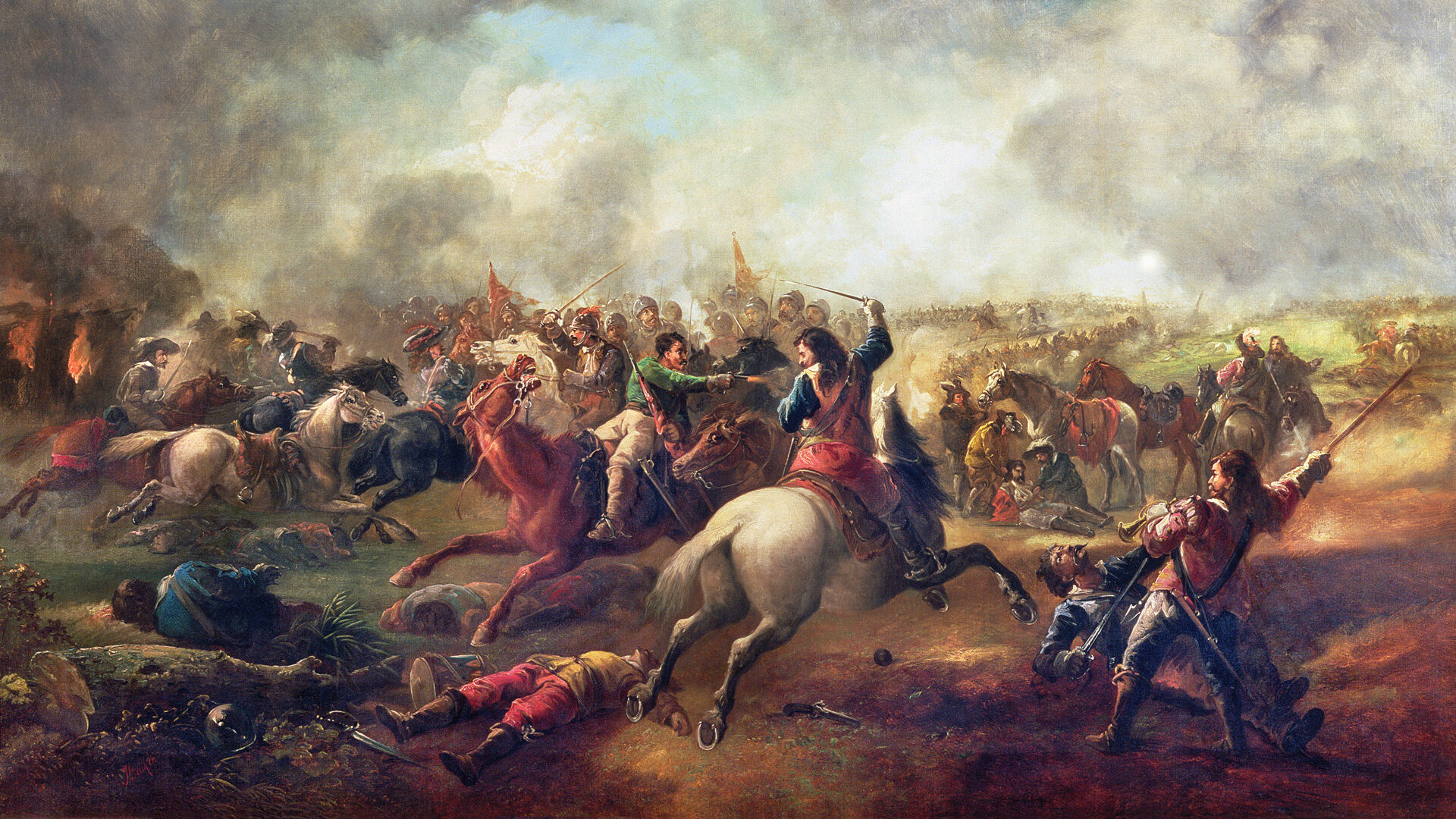
«Битва під Марстон-Муром», Джон Баркер, 1904 рік
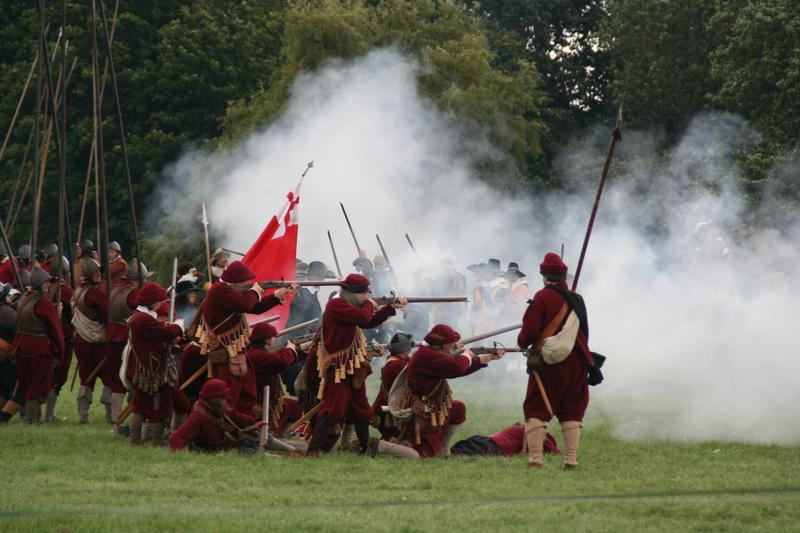
Сцена битви при Нейсбі (сучасна реконструкція)

На початку 1645 року командування армією парламенту переходить до представників середніх заможних верств і нового дворянства — так званих індепендентів, прихильників рішучої боротьби з королем, їх лідер Олівер Кромвель реорганізував армію, зробивши загони селян і міської бідноти її основною ударною силою. 14 червня 1645 року відбулась битва під Несбі (Нейзбі), що закінчилась повним розгромом «кавалерів». Улітку наступного року, 24 червня було взято головне місто роялістів Оксфорд. Король утік до Шотландії, але був виданий парламенту. Перший етап громадянської війни закінчився цілковитою перемогою парламентських сил.

### Друга громадянська війна (1648—1649)
1648 року король Карл І зробив спробу знову розпочати громадянську війну, але й цього разу перемогла парламентська армія. Короля судили за державну зраду і 30 січня 1649 року привселюдно стратили через відсікання голови. Наступного місяця у парламенті було ліквідовано Палату лордів. У боротьбі з роялістами Кромвель спирався на революційні маси. Під їхнім тиском він мусив задовольнити деякі вимоги представників дрібної буржуазії — левелерів («урівнювачів»), які вимагали встановлення республіки і запровадження широкого виборчого права. У травні Англію урочисто проголошено республікою. Дуже скоро після цього Кромвель розправився з левелерами.

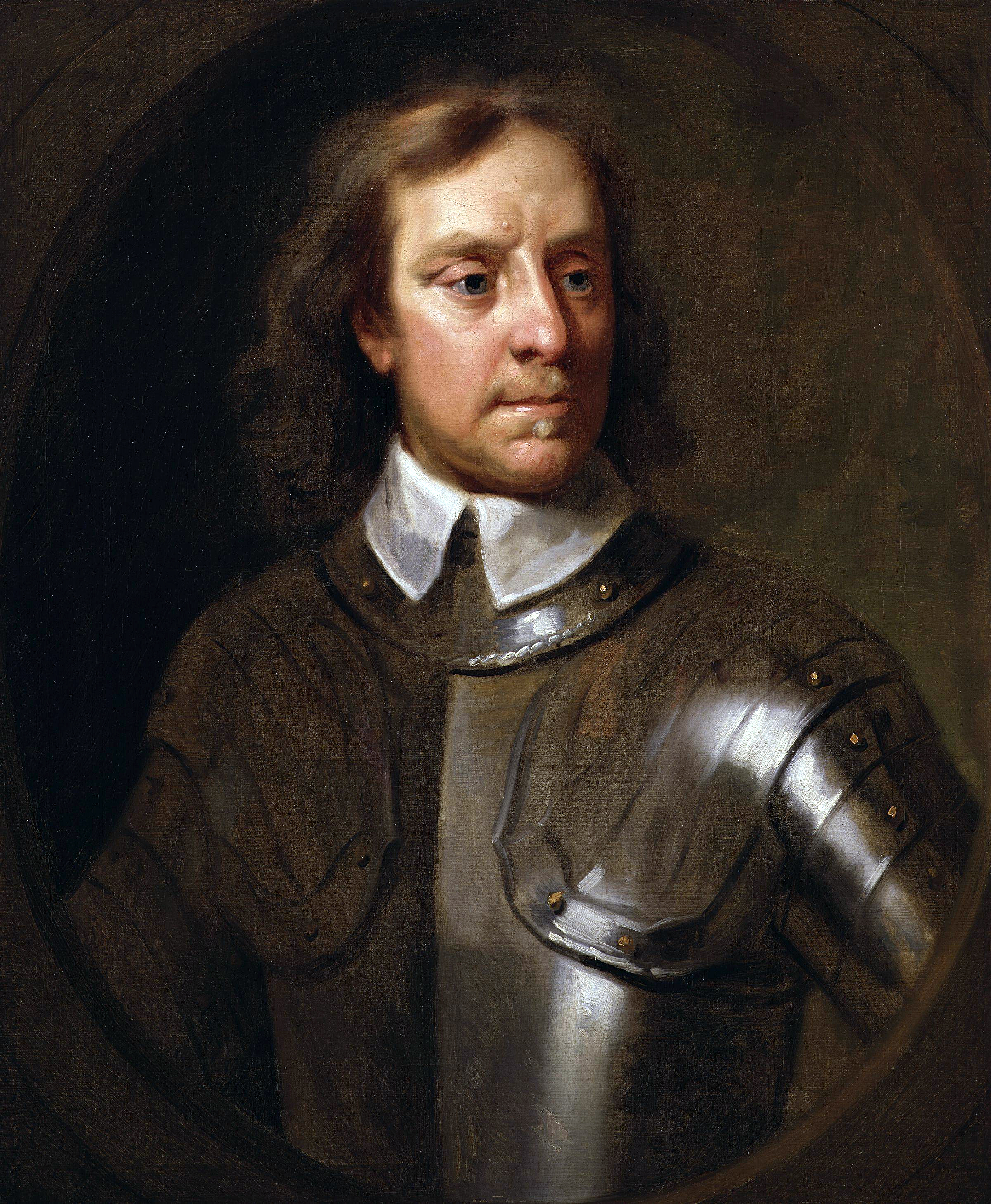
«Олівер Кромвель», Семюель Купер, 1656 рік
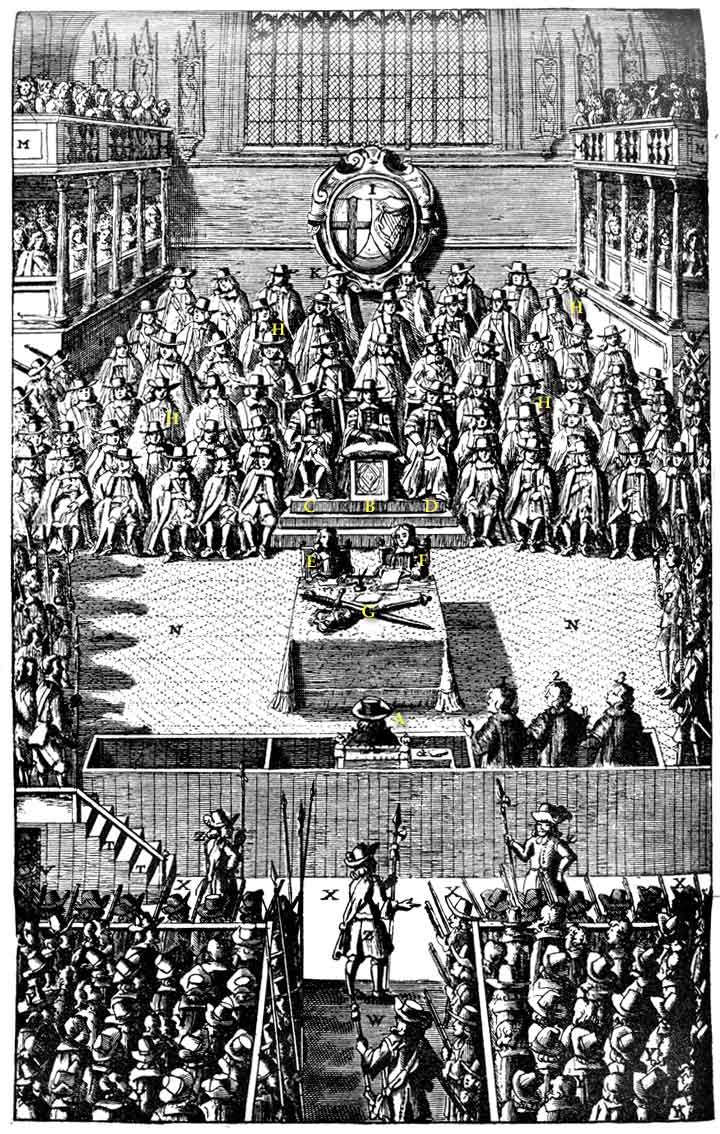
Судовий процес над Карлом I
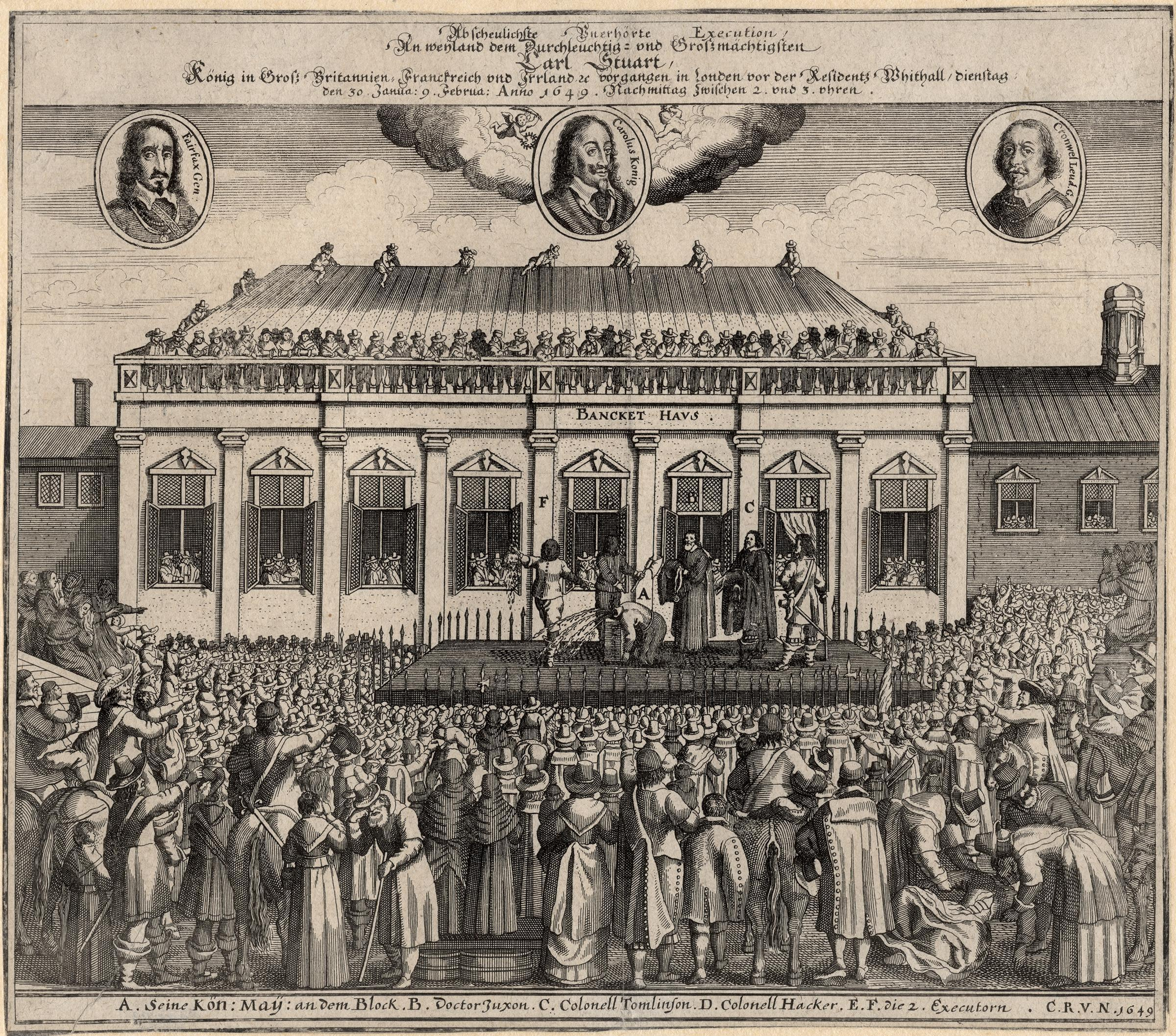
Страта Карла I
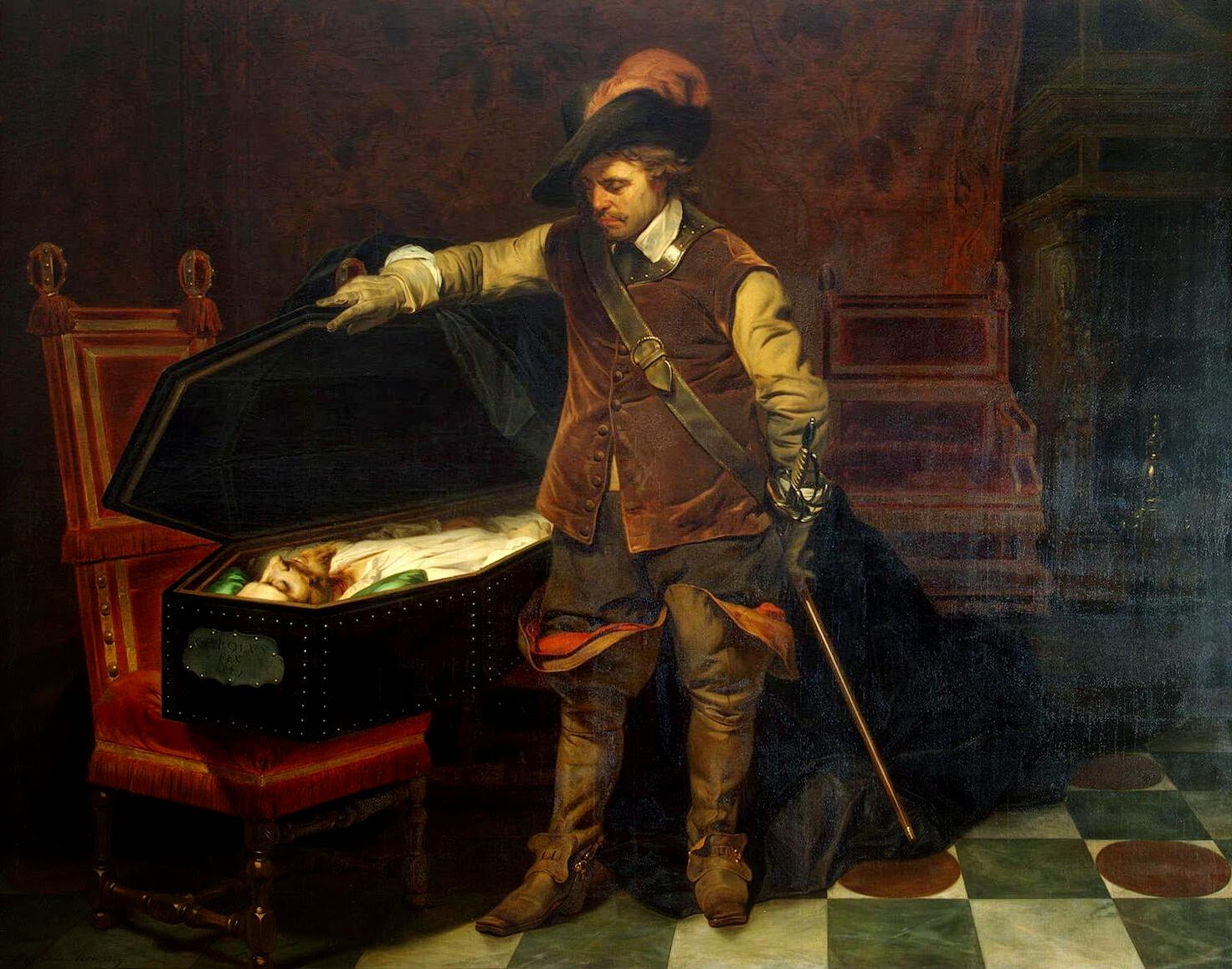
«Кромвель перед труною Карла», Поль Деларош, 1831 рік
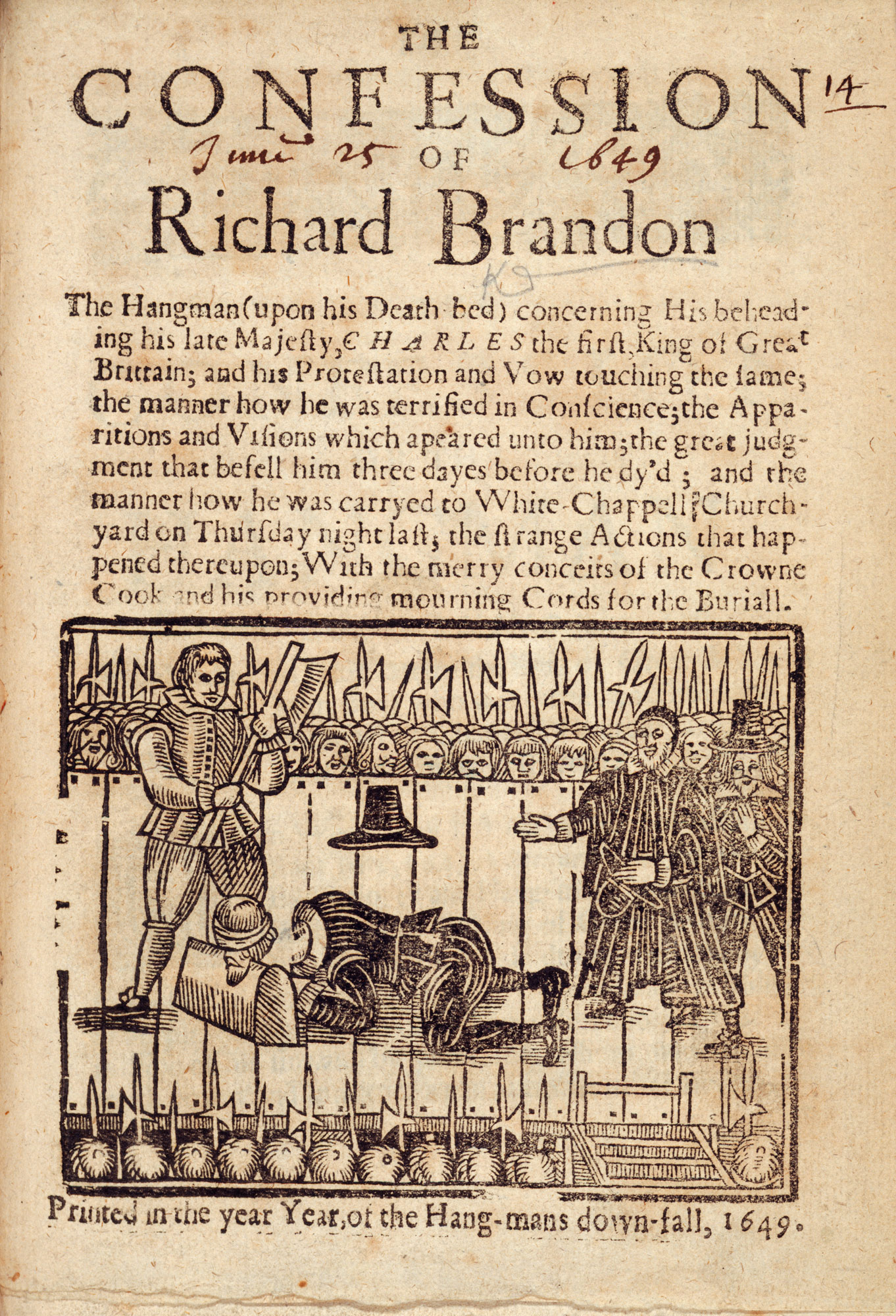
«Сповідь Річарда Брендона», памфлет на ката короля

### Третя громадянська війна (1649—1651)

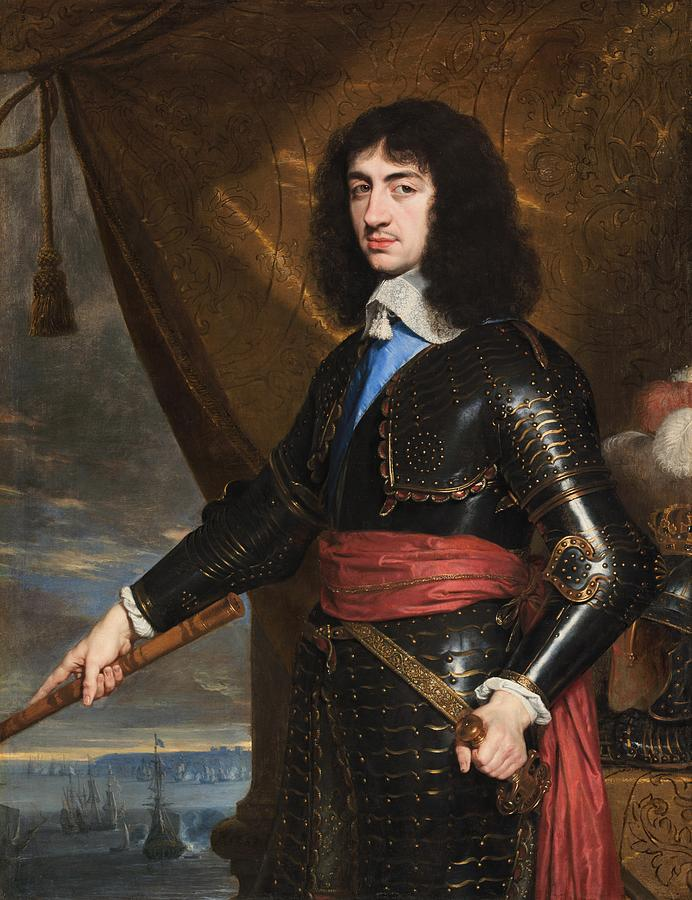
«Карл II, король Англії», Філіпп де Шампань, 1653 рік
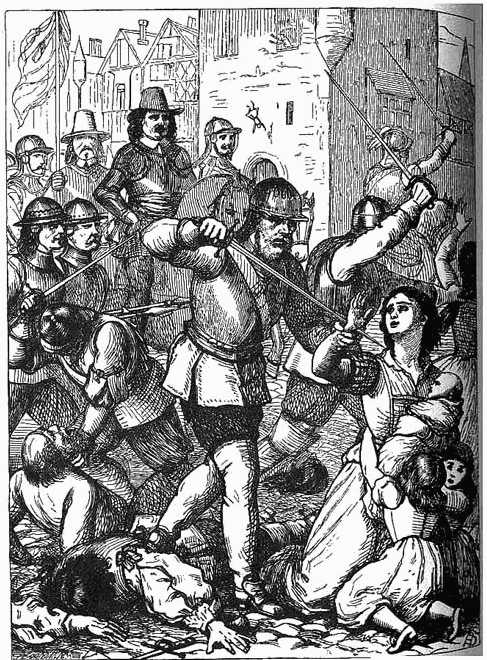
«Різанина в ірландській Дроеді», Генрі Едвард Дойл, 1868 рік
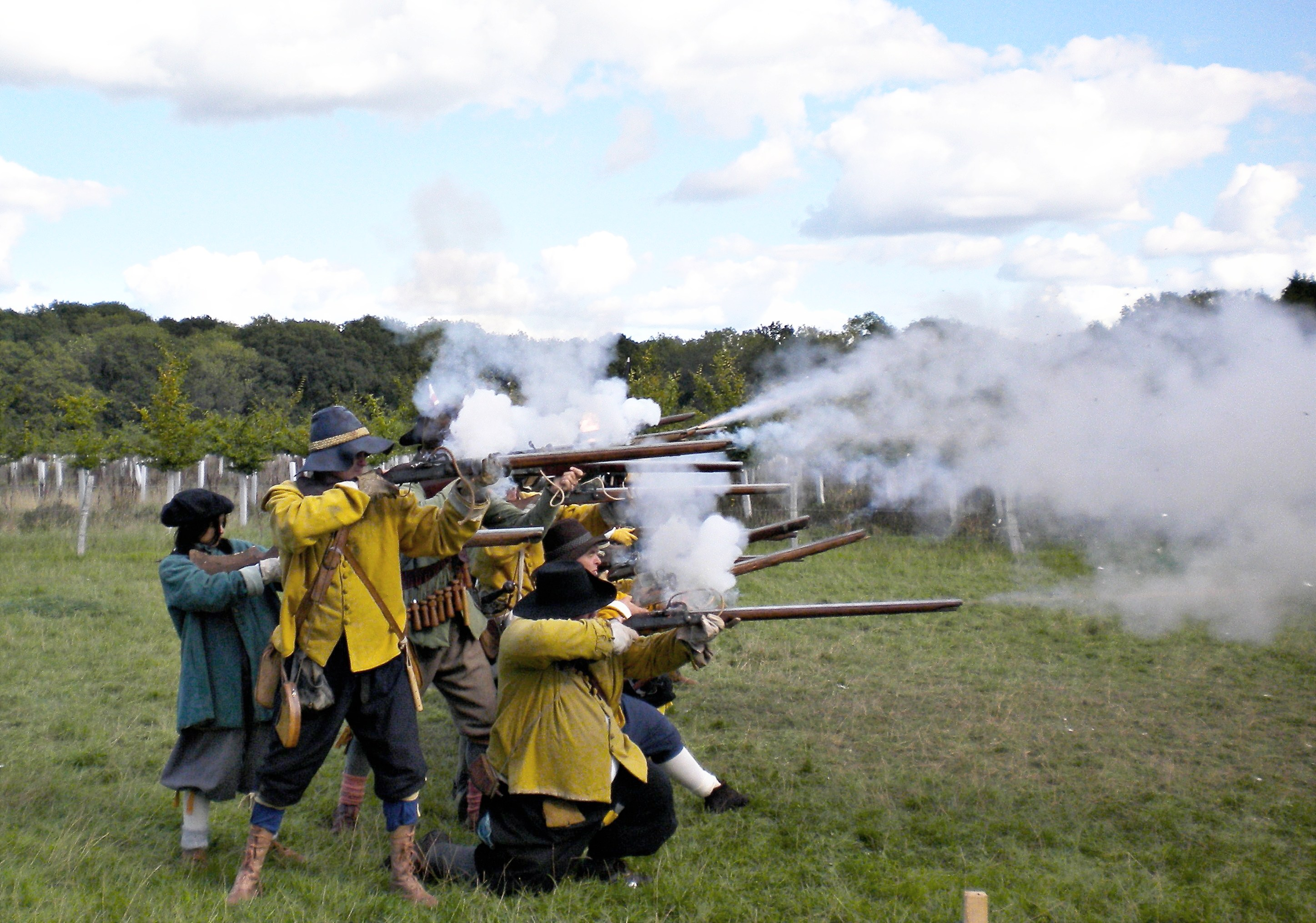
Мушкетери у битві під Інвіркітингом (сучасна реконструкція)
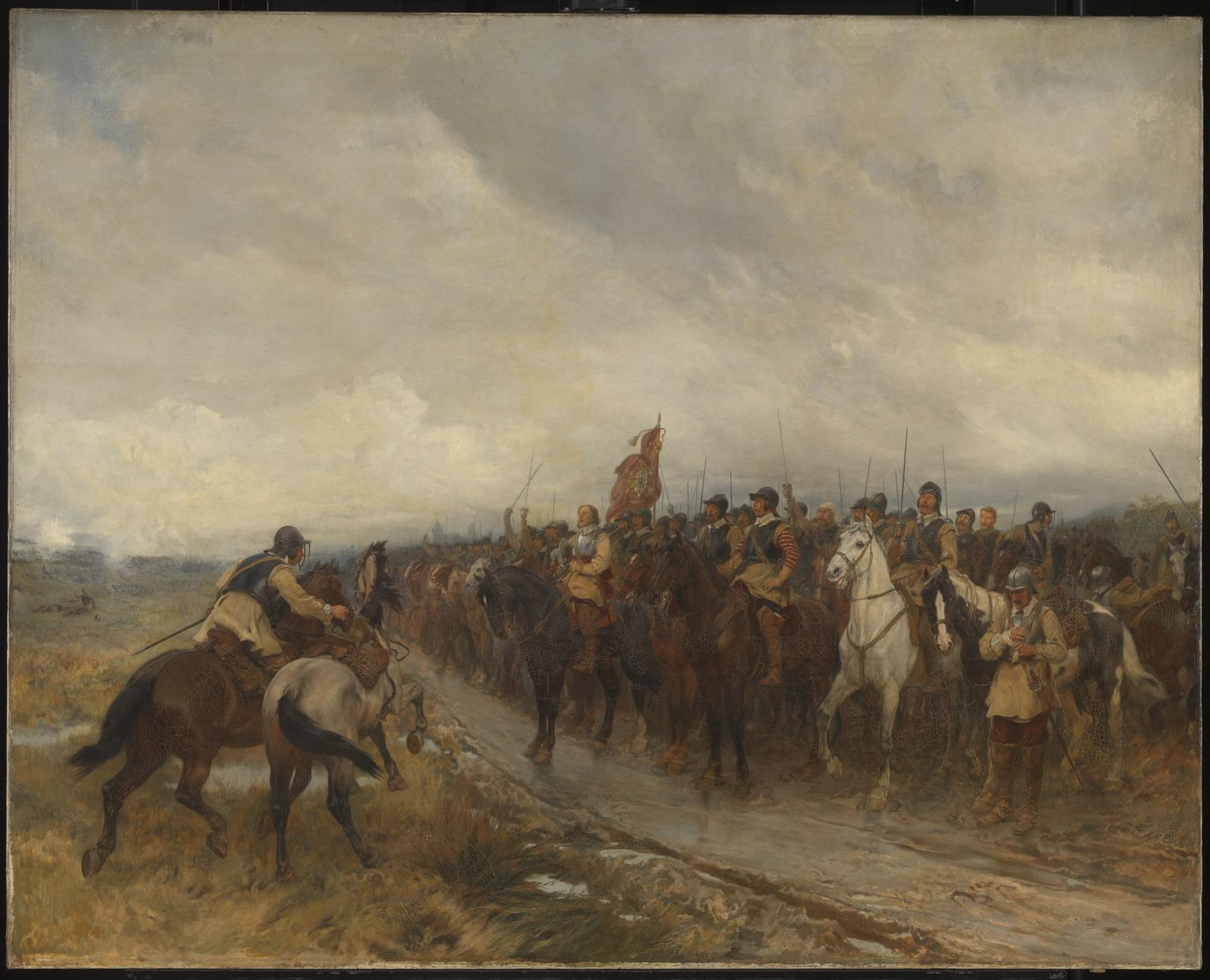
«Кромвель під Данбаром», Ендрю Каррік Гов, 1886 рік
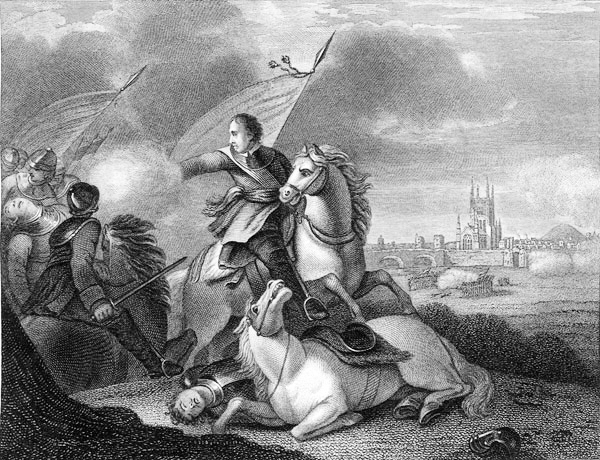
«Битва при Вустері», Машель Стейс, 1810 рік

### Диктатура
1653 року встановилася військову диктатуру Кромвеля, покликану придушити народні заворушення і не допустити реставрації феодального ладу. На початку 1650-х років він розгромив народні повстання у Ірландії і Шотландії. 1658 року Кромвель помер.

### Реставрація
1660 відбулася реставрація монархії Стюартів. Спроби Стюартів Карла II (1660—1685) і особливо Якова II (Джеймс II і VII; 1685—1688) відновити в Англії дореволюційні порядки зустріли рішучий опір парламентської опозиції, очолюваної вігами. 1688—1689 парламент здійснив державний переворот («Славну революцію»), закликавши на англійський престол штатгальтера Нідерландів Вільгельма Оранського.

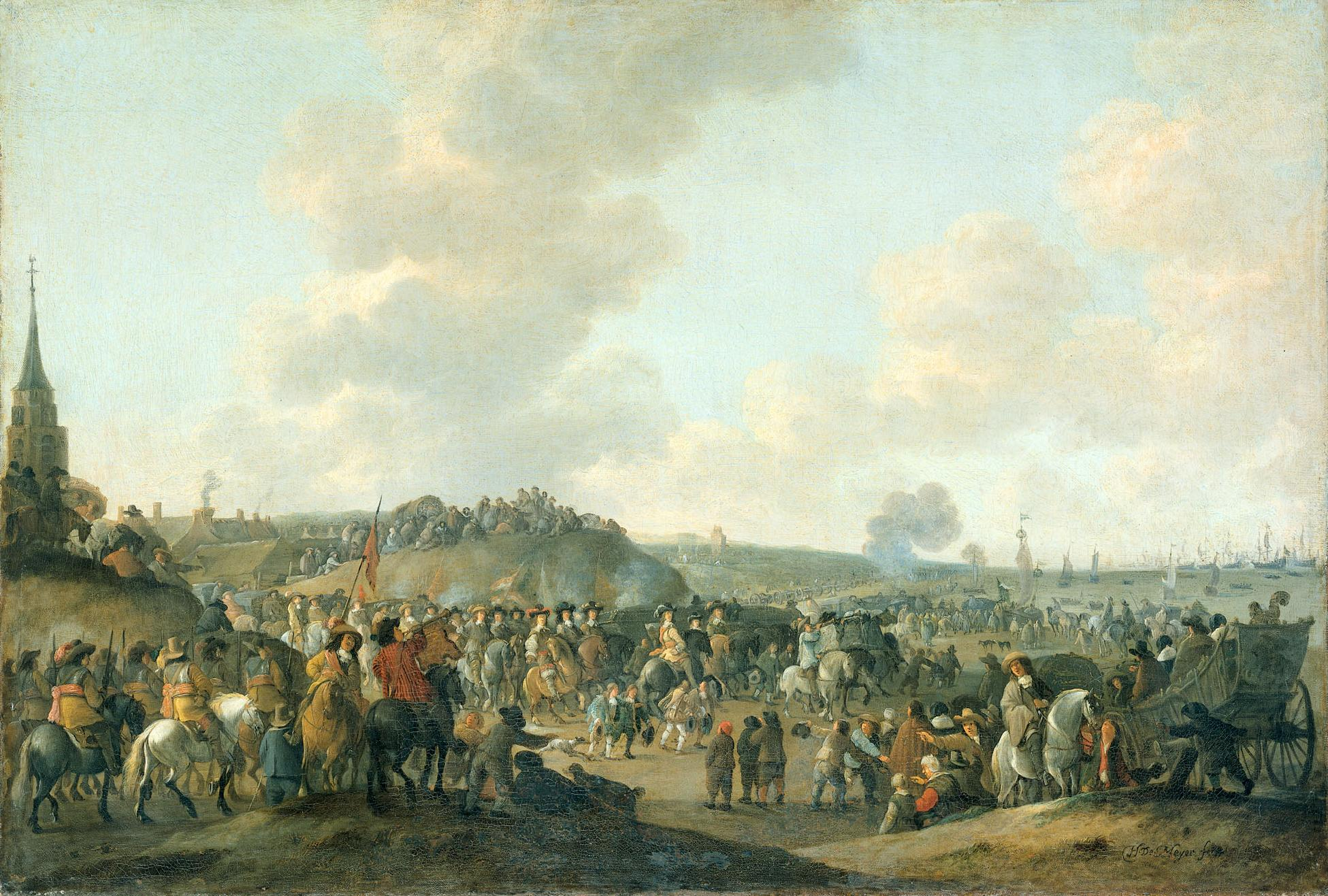
«Від'їзд Карла II зі Схевенінгена, 2 червня 1660 року», Хендрік де Меєр, 1660 рік
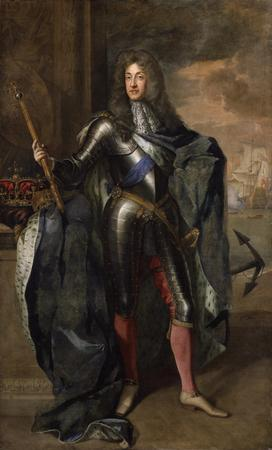
«Джеймс II і VII», Годфрі Неллер, 1684 рік
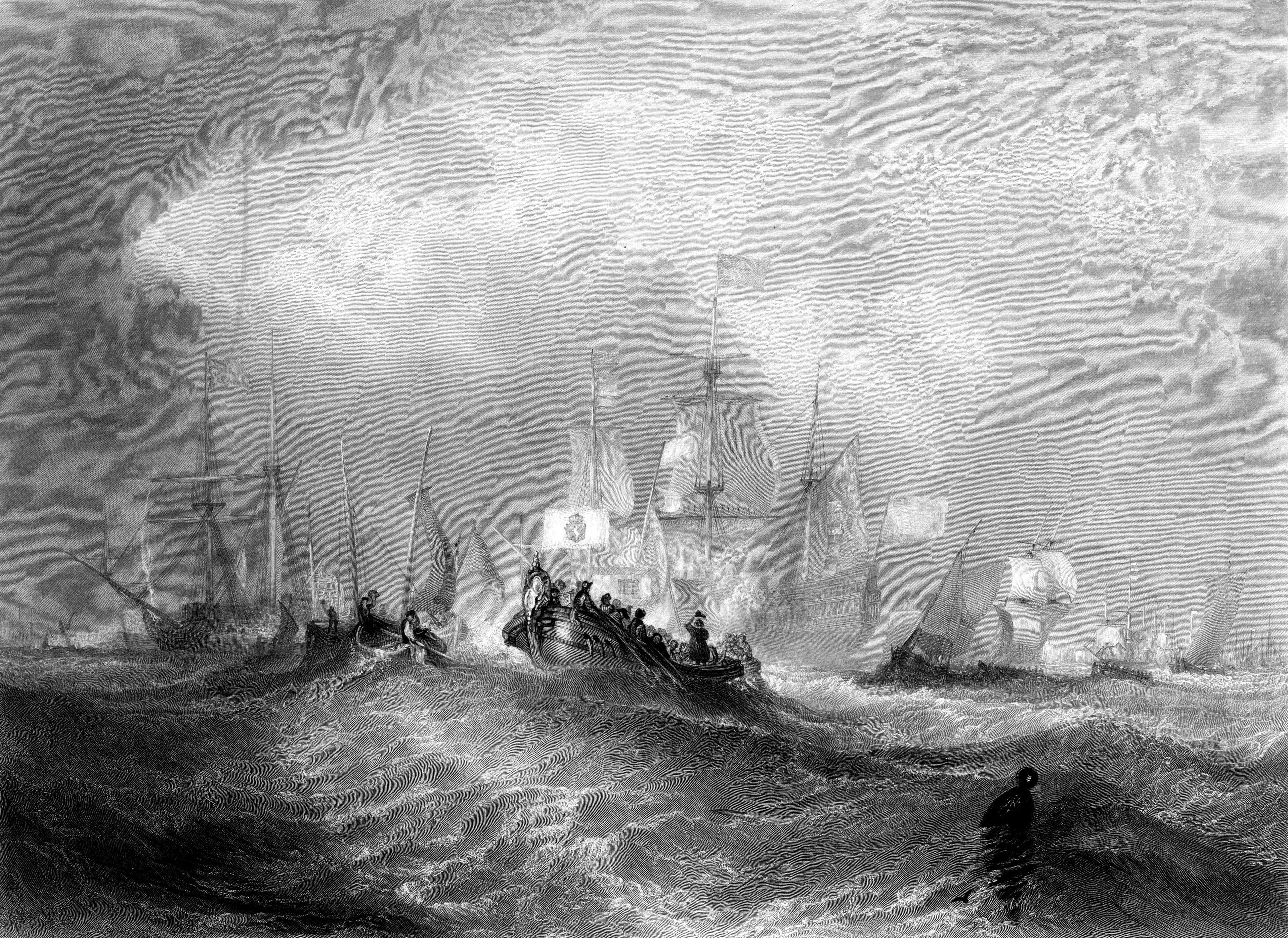
«Прибуття принца Оранського в Торнбі», Вільям Міллер, 1852 рік
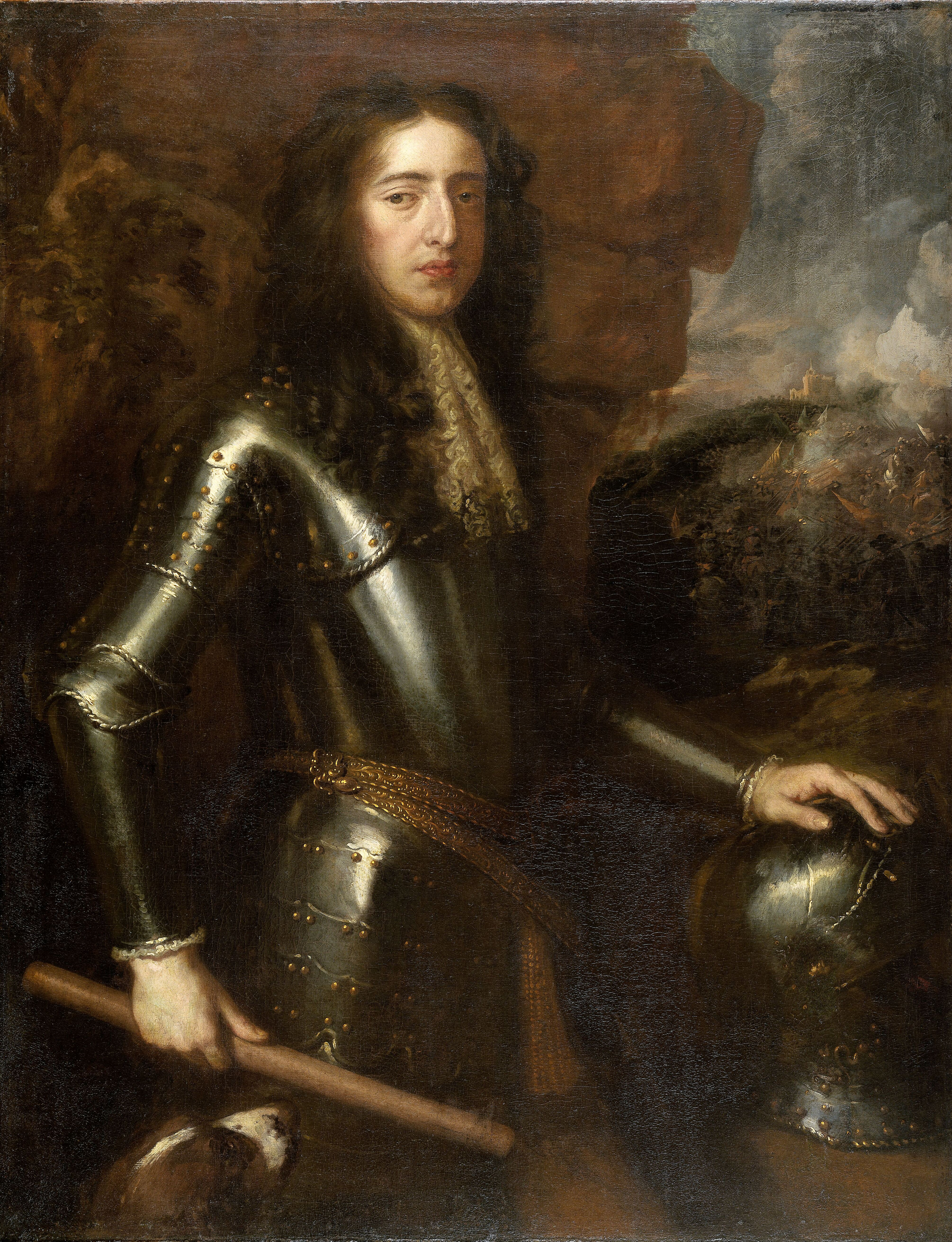
«Вільгельм III, король Англії», Віллем Віссінг, 1680 рік

## Довгий парламент

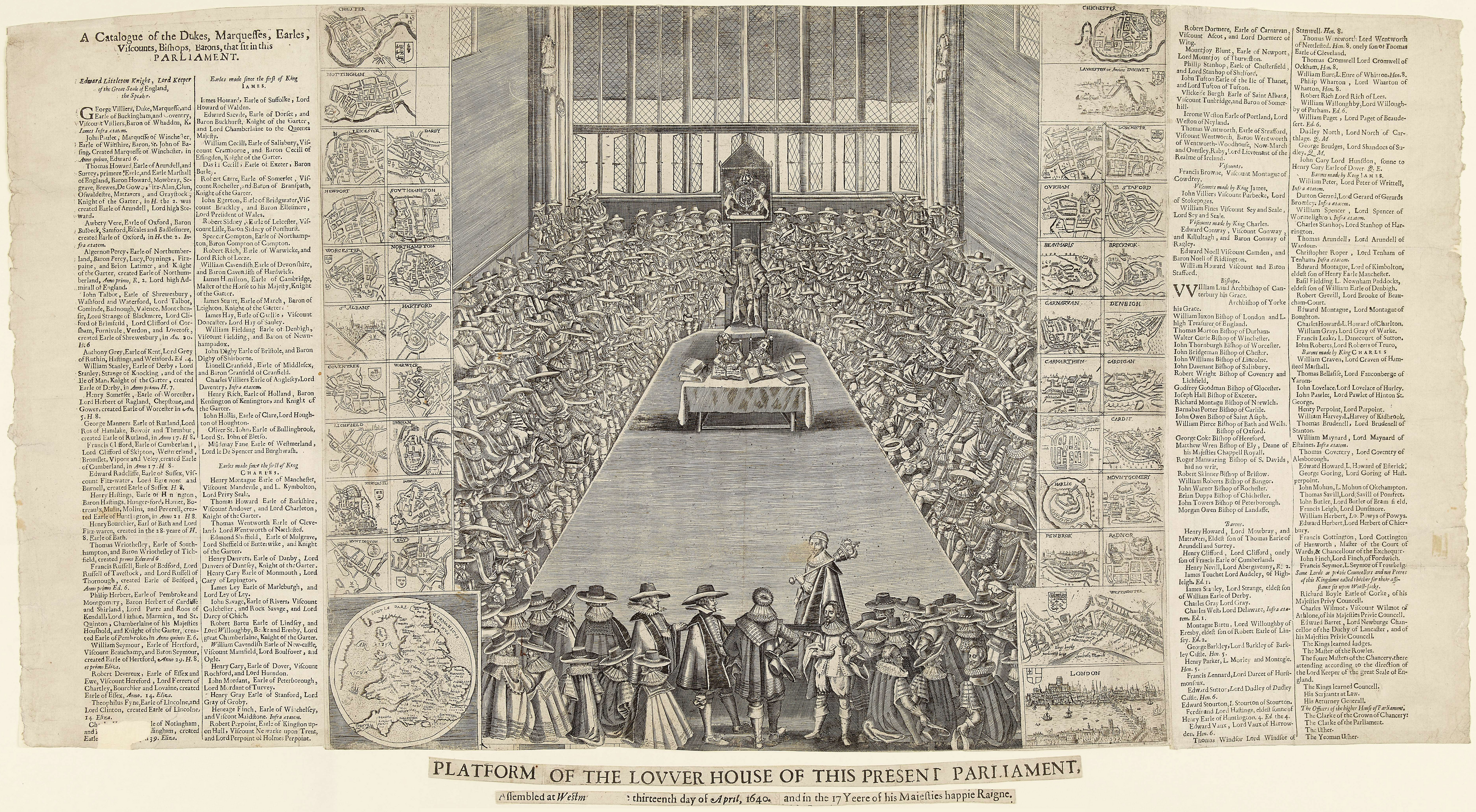
Засідання Довгого парламенту

За час війни Довгий парламент здійснив низку вагомих законодавчих реформ.
Закон про скасування «лицарського держання» (1646) перетворив феодальну власність дворян на приватну капіталістичну власність. Селяни, однак, не звільнились від феодальних повинностей.
Було впроваджено широке виборче право, завдяки якому заможні верстви народонаселення мали змогу обирати своїх представників до вищого законодавчого органу країни й самостійно вирішувати, за якими законами їм жити.

## Наслідки
Англійська революція була великим прогресивним фактором в історії Європі, це був початок загального краху феодалізму. Англійська революція покінчила з феодально-абсолютистським устроєм і призвела до перемоги більш прогресивних суспільних відносин у королівстві. Визволені продуктивні сили країни дістали широкий простір для свого розвитку. Капіталістичні відносини, які встановилися після неї, поширилися на північноамериканські колонії.
Англійська революція висунула Англію далеко вперед в економічному і політичному відношенні порівняно з іншими європейськими державами. Вона дала можливість якісного розвитку капіталізму.
Після революції в Англії прискорився процес розорення і обезземелення англійського селянства..